# (10647) Meesters
(10647) Meesters (3074 P-L) – planetoida z pasa głównego asteroid okrążająca Słońce w ciągu 5,12 lat w średniej odległości 2,97 j.a. Odkryta 25 września 1960 roku.